# Sint-Pieterskerk (Petit-Palais-et-Cornemps)
De Sint-Pieterskerk (Franse: Église St. Pierre) is een romaanse kerk uit de twaalfde eeuw in Petit-Palais-et-Cornemps (Gironde). Het gebouw valt vooral op door zijn fraai vormgegeven façade, die model heeft gestaan voor de gevel van de kathedraal van Zamora.

## Beschrijving
De kleine Sint-Pieterskerk staat midden op het kerkhof van het dorp. De romaanse gevel in de stijl van de Saintonge en de Angoumois is opgedeeld in drie niveaus. Op de onderste verdieping wordt het portaal aan weerszijden geflankeerd door een blinde deur. De buitenste van de rondbogen boven het portaal heeft een archivolt waarop dieren elkaar achternazitten. De lobben van de boog recht boven de deur eindigen in een fleuron. Boven de blinde deuren keert dezelfde versiering terug. De typische Moorse boogvorm kon zich vanuit Spanje via de pelgrimsroute naar Santiago de Compostella verspreiden. Op de zwikken staan twee figuurtjes op consoles met dierenkoppen; links een knielende vrouw op een ramskop, rechts een man die een doorn uit zijn voet haalt op een stierenkop. Boven beide blinde deuren bevindt zich een haut-reliëf van een leeuw. Op de middelste verdieping zijn vijf bogen te zien die elk anders gedecoreerd zijn. Alleen de middelste is voorzien van een klein venster. Het bovenste niveau bestaat uit een blinde arcade met vier rondbogen.

## Afbeeldingen

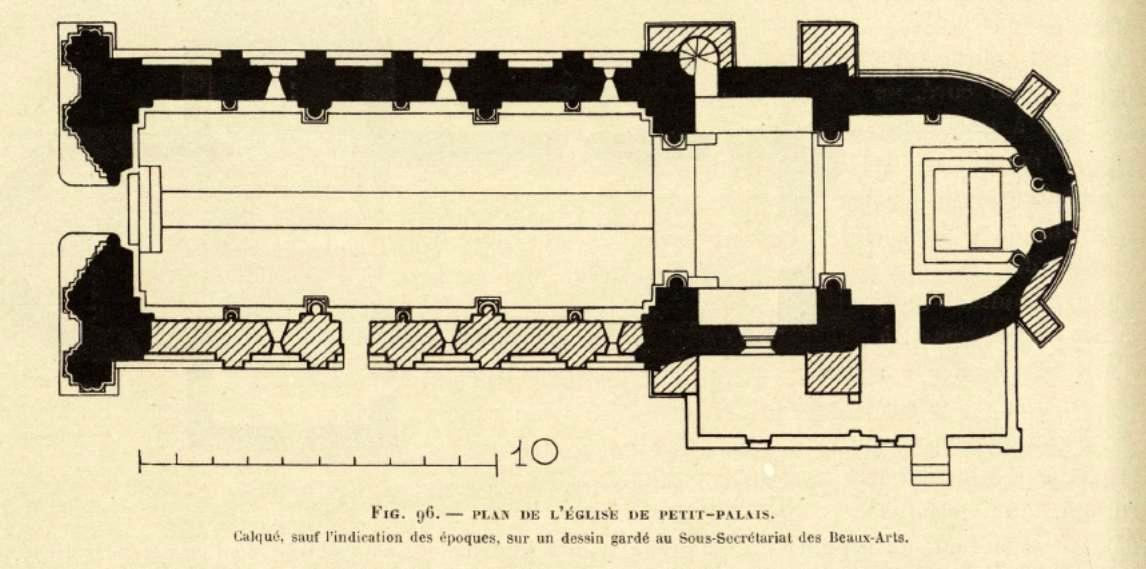
plattegrond
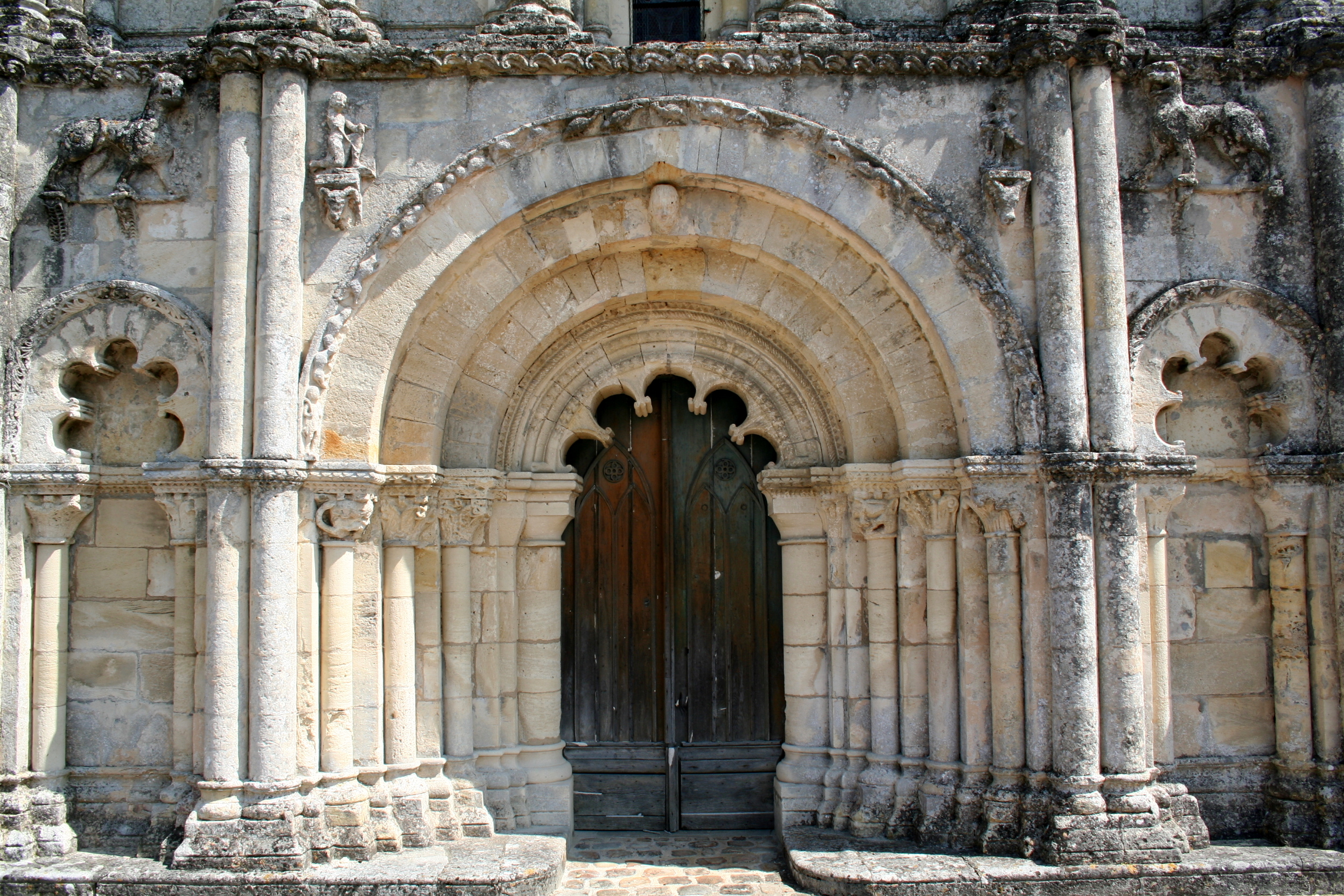
onderste niveau van de façade
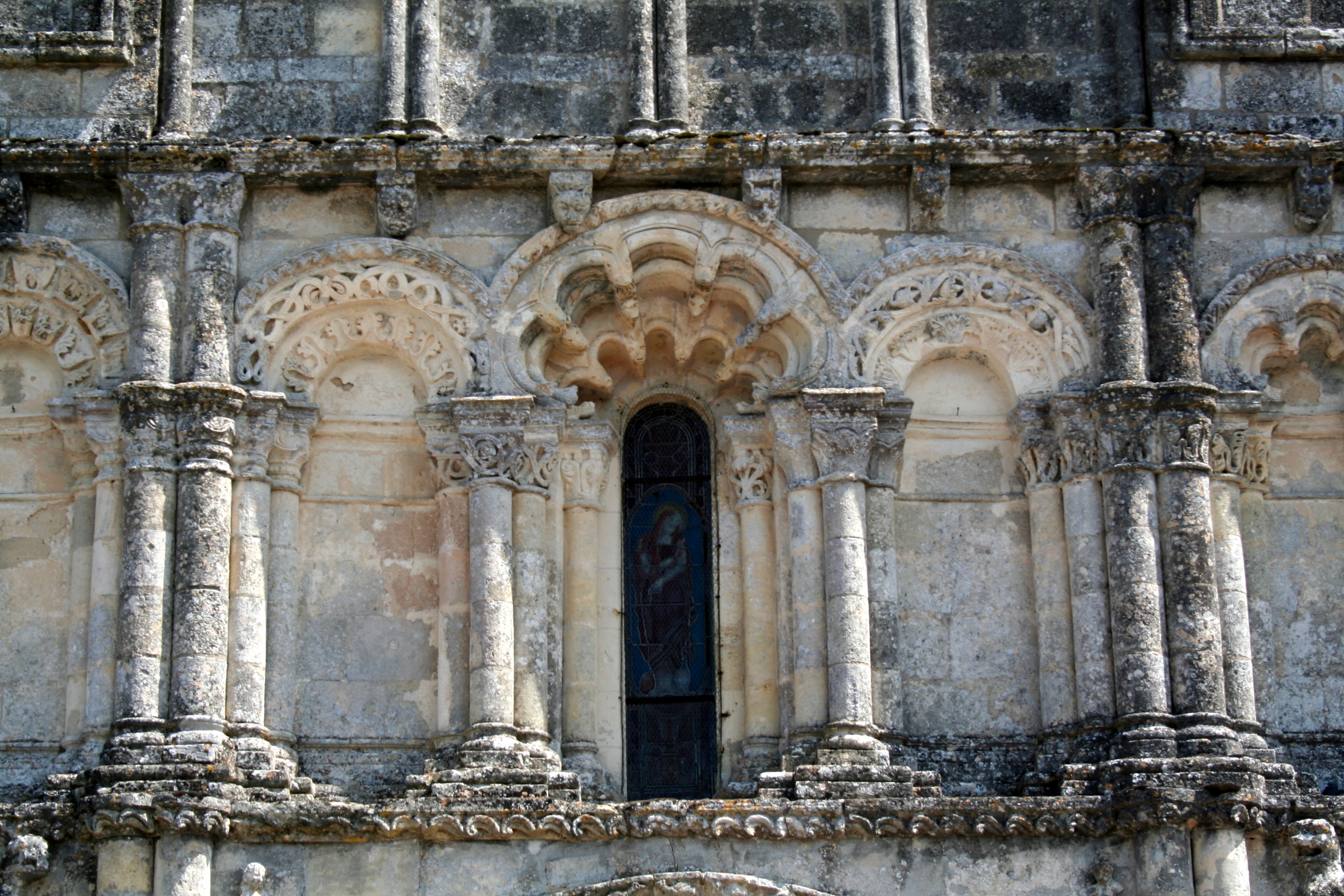
middelste niveau van de façade
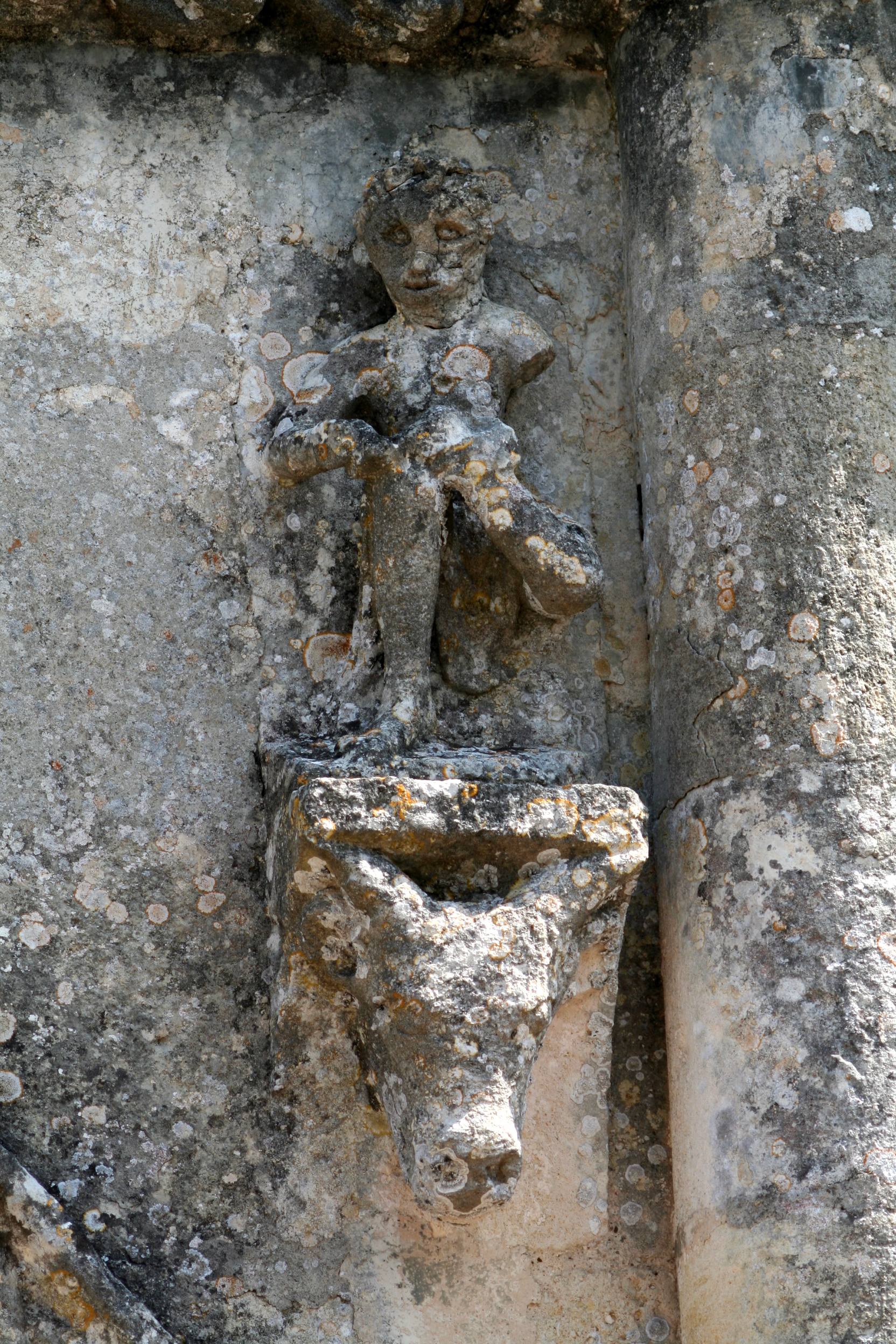
detail van de façade
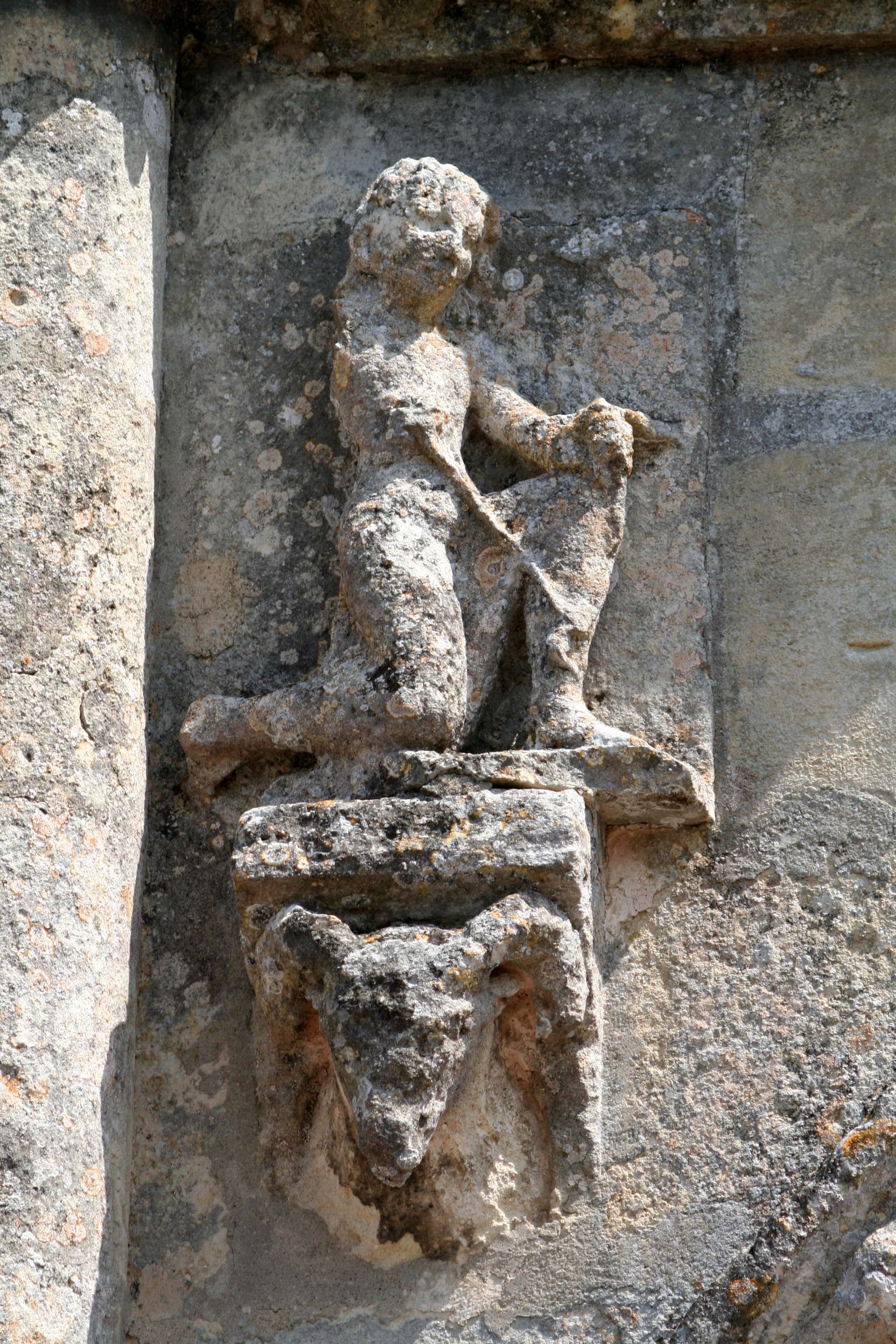
detail van de façade